# Лотріоара
Лотріоара (рум. Lotrioara) — село у повіті Сібіу в Румунії. Входить до складу комуни Бойца.
Село розташоване на відстані 194 км на північний захід від Бухареста, 24 км на південь від Сібіу, 142 км на південь від Клуж-Напоки, 142 км на північ від Крайови, 108 км на захід від Брашова.

## Населення
За даними перепису населення 2002 року у селі проживали 4 особи.